# 青いメロディー
『青いメロディー』（あおいメロディー）は、2003年4月16日に発売されたTUBEの39枚目のシングル。

## 概要
『めざましテレビ』とのタイアップにより、四季ごとに異なる4曲のテーマソングを製作することとなった。表題曲はその「春・夏・秋・冬」シングルの第1弾で、「春」をイメージした楽曲。カップリングには1992年のヒット曲「夏だね」のリメイクを収録。
本作よりレーベルゲートCDが導入され、翌年のアルバム『夏景色』までの作品（『OASIS』を除く）はレーベルゲートCDでの発売となった。現在ではレーベルゲートCDで発表された作品は廃盤となり、すべてCD-DAとして再発売されている。

## 収録曲
| 全作詞: 前田亘輝、全作曲: 春畑道哉。 |                                   |           |            |                |      |
| #                                    | タイトル                          | 作詞      | 作曲・編曲 | 編曲           | 時間 |
| 1.                                   | 「青いメロディー」                | 前田亘輝  | 春畑道哉   | 徳永暁人、TUBE | 4:32 |
| 2.                                   | 「夏だね 〜costa del sol mix〜」  | 前田亘輝  | 春畑道哉   | TUBE           | 4:36 |
| 3.                                   | 「青いメロディー (Instrumental)」 | 前田亘輝  | 春畑道哉   | 徳永暁人、TUBE | 4:30 |
| 合計時間:                            | 合計時間:                         | 合計時間: | 13:38      |                |      |

## 楽曲の収録アルバム
- OASIS (#1)
- めざましsongs (#1)
- All Singles TUBEst -White- (#1)

## タイアップ
青いメロディー
- フジテレビ系『めざましテレビ』テーマソング